# Atari Portfolio

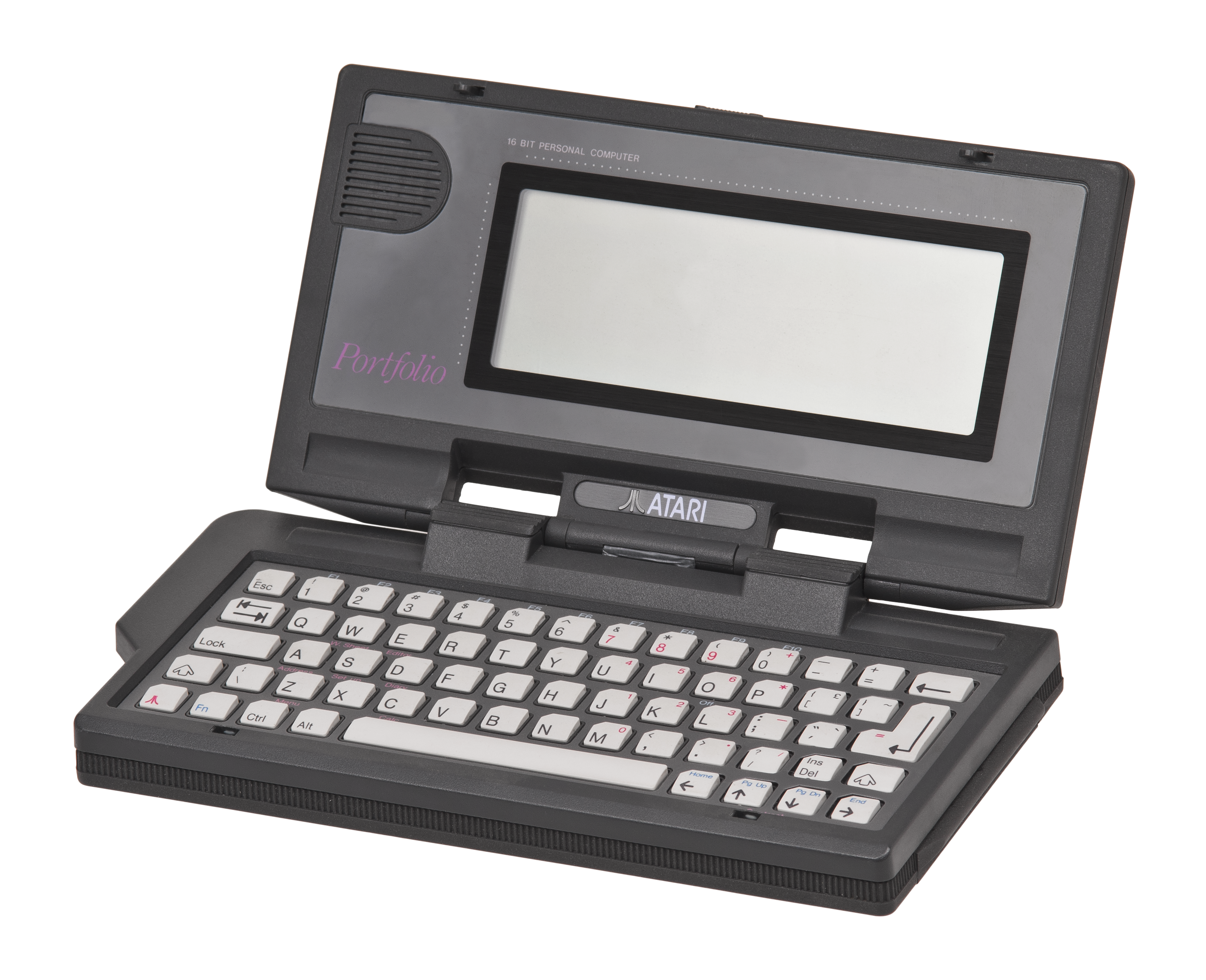
Atari Portfolio

L'Atari Portfolio, lancé par Atari en 1989, est le premier ordinateur de poche compatible PC.
Le portfolio avait été conçu par la société Distributed Information Processing (DIP), basée à Guildford, Surrey au Royaume-Uni. Le fondateur de DIP était Ian Cullimore, qui avait préalablement travaillé sur le design des premiers modèles de la marque Psion.

## Architecture
Le portfolio est basé sur un processeur Intel 80C88 cadencé à 4,9152 MHz et fait tourner une variante du MS-DOS appelé DIP DOS 2.11. Il dispose de 128 kB de RAM et de 256 kB de ROM contenant l'OS ainsi que certaines applications résidentes. La RAM se partage entre la mémoire allouée au système et une mémoire de stockage (le lecteur C:). L'écran LCD est monochrome, ne dispose pas de rétro-éclairage possède une définition de 240 x 64 pixels ou 40 caractères sur 8 lignes.
Sur le côté droit se trouve un port d'extension pouvant accueillir des modules contenant un port parallèle, un port série un modem ou une interface MIDI. Un port d'extension mémoire est également présent. Ce port d'extension utilise un système de cartes non compatible avec le standard PC-Card, qui n'existait pas encore. Il était initialement possible de se procurer des cartes d'extension de mémoire de 32, 64, ou 128 kB. Plus tard, des modules de 4 Mb furent commercialisés. Les données de ces cartes mémoires étaient protégées par une batterie dont la durée de vie était d'environ 2 ans.
Les applications intégrées au système comprenaient un éditeur de texte, un tableur compatible avec Lotus 1-2-3, un annuaire et un agenda. Les cartes d'extensions contenaient des applications comme des jeux d'échecs, gestionnaires de fichiers et autres. La plupart des applications-texte basées sur MS-DOS étaient compatibles avec le Portfolio à condition de ne pas accéder directement au hardware et de ne pas outrepasser les faibles capacités mémoire de la machine.
D'autres modules d'extension proposaient un lecteur de disquettes ou une extension de mémoire de 256 kB pouvant être partitionnée en plusieurs lecteurs. Un connecteur de type "pass through" était également présent, permettant d'augmenter théoriquement le stockage interne jusqu'à 1 MB.
Un lecteur de cartes était également disponible, permettant de connecter le Portfolio à un PC afin que ce dernier puisse accéder aux cartes d'extension du Portfolio. Le kit comportait une carte ISA, un câble propriétaire, le lecteur de carte ainsi qu'un logiciel distribué sur disquettes.
De même, en utilisant le port parallèle, un câble parallèle et un logiciel fourni (basé sur DOS) il était possible de transférer des fichiers depuis et vers un PC.
Le Porfolio connaît encore aujourd'hui une certaine popularité. Beaucoup de gens l'affectionnent pour sa simplicité et son dépouillement. De plus, beaucoup de modifications ont été proposées pour le Portfolio, et notamment un accessoire permettant d'ajouter un rétro-éclairage à l'écran ou bien un convertisseur de cartes Porfolio - CompactFlash.

## Dans la culture populaire
Le Portfolio apparaît dans le film Terminator 2 : Le Jugement dernier (1991) de James Cameron, où il est utilisé par le jeune John Connor (Edward Furlong) pour pirater un distributeur automatique de billets en reliant une fausse carte de crédit au port parallèle du Portfolio, via une nappe de câbles. La même manipulation est utilisée plus tard dans le film pour pénétrer dans les laboratoires de Cyberdyne Systems afin de dérober le bras robotisé et la puce du premier Terminator.

## Autour de l'appareil
Les crédits pour le développement du Portfolio peuvent être affichés grâce à la manipulation suivante : dans le Setup, il faut aller sur Aide puis appuyer sur « Alt+[ » (touche « Alt » plus la touche « crochet gauche »)

## Accessoires
- Atari HPC-101 Interface parallèle
- Atari HPC-102 Interface série
- Atari HPC-103 Extension mémoire
- Atari HPC-104 Extension mémoire+
- Atari HPC-104 Memory expander+
- Atari HPC-201 Carte mémoire 32 KB
- Atari HPC-202 Carte mémoire 64 KB
- Atari HPC-203 Carte mémoire 128 KB
- Atari HPC-204 Carte OTPROM 512 KBit
- Atari HPC-205 Carte OTPROM 1 MBit
- Atari HPC-301 PC carte drive pour PC ISA bus
- Atari HPC-401 Adaptateur secteur  110 V
- Atari HPC-402 Adaptateur secteur 220 V
- Atari HPC-406 Câble parallèle
- Atari HPC-407 Câble série
- Atari HPC-408 Câble parallèle
- Atari HPC-409 Câble null modem
- Atari HPC-501 OTPROM adapter 512 KBit
- Atari HPC-502 OTPROM adapter 1 MBit
- Atari HPC-701 ROM card "Utilities"
- Atari HPC-702 ROM card "Finance"
- Atari HPC-703 ROM card "Science"
- Atari HPC-704 ROM card "File manager"
- Atari HPC-705 ROM card "Power BASIC"
- Atari HPC-709 ROM card "Instant Spell"
- Atari HPC-711 ROM card "U.S. Traveller's Guide)"
- Atari HPC-713 ROM card "Hyperlist"
- Atari HPC-715 ROM card "Language Translator"
- Atari HPC-724 ROM card "Bridge Baron"
- Atari HPC-725 ROM card "Wine Companion"
- Atari HPC-726 ROM card "Diet / Cholesterol Counter"
- Atari HPC-728 ROM card "Astrologer"
- Atari HPC-729 ROM card "Stock Tracker"
- Atari HPC-750 ROM card "Chess"
- Atari HPC-803 valise de transport Portfolio